# 不道德的人体实验
不道德的人体实验是指违反医学伦理原则的人体试验。在受試者的知情同意权被剥夺的情況下開展的人體試驗、開展科學種族主義等伪科学試驗均屬於不道德的人体实验。大日本帝国的731部队進行的人體試驗、約瑟夫·門格勒開展的納粹人體實驗也都屬於不道德的人体实验。MKUltra计划和塔斯基吉梅毒試驗也被懷疑是不道德的人体实验。 